# Sanctuaire baleinier de l'océan Austral

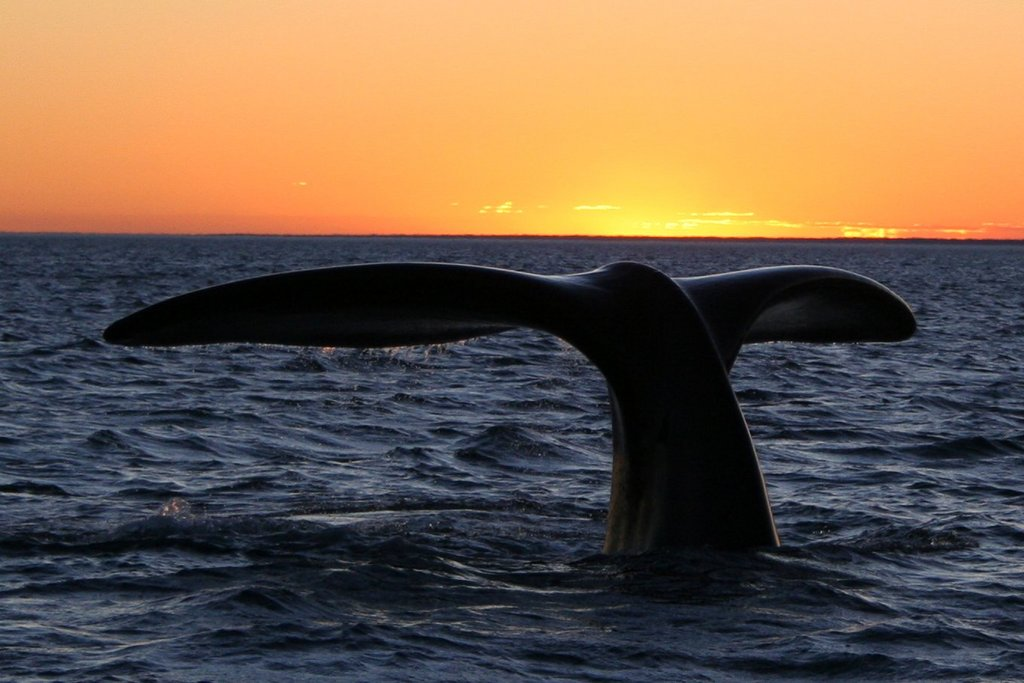

Le sanctuaire baleinier de l'océan Austral (Southern Ocean Whale Sanctuary en anglais) est une aire marine protégée de 50 millions de km² entourant le continent Antarctique où la Commission baleinière internationale a banni tout type de chasse à la baleine commerciale. C'est l'un des deux sanctuaires de ce type, l'autre étant le sanctuaire baleinier de l'océan Indien.
Il a été inauguré en 1994 avec l'appui de 23 pays à l'encontre du Japon, seul opposant. Son statut est révisé tous les dix ans et le Japon a tenté en 2004 d'invalider son existence. 

## Aire protégée
La frontière nord suit le 40°S parallèle de latitude sauf dans l'océan Indien où il touche l'autre sanctuaire à 55°S, et autour de l'Amérique du Sud et du Pacifique Sud où la limite est à 60°S.

## Controverses
Afin de contourner l'interdiction commerciale, le Japon continue de faire des prises d'environ 1 000 spécimens au nom de la recherche scientifique. Il a également déposé un recours concernant le statut des baleines de Minke.
Le Japon a aussi déclaré que l'établissement du sanctuaire allait à l'encontre de la Convention internationale pour la règlementation de la chasse à la baleine sur laquelle la commission baleinière internationale est basée, et qu'il était donc illégal.
Cette idée est soutenue par le Professeur W. T. Burke de l'université de Washington pour qui selon l'article V(2) de la Convention, la création de tels sanctuaires devait se faire en vertu de recherches scientifiques et des intérêts des consommateurs de produits baleiniers et de l'industrie baleinière,.
De même, le Dr. Douglas Butterworth de l'université du Cap, a suggéré que le sanctuaire austral était une tentative de résorption de la chasse des 750 000 baleines de Minke qui n'avait rien à voir avec la science,.
Comme il n'y a pas d'organe au sein de la CBI pour régler ce différend, le Japon a demandé de soulever ces points à un organisme compétent, ce que la CBI refuse.